# 菱塘古清真寺
菱塘古清真寺，位于江苏省扬州市高邮市菱塘回族乡清真村，是中华人民共和国江苏省文物保护单位之一。
2006年6月5日，授予江苏省文物保护单位，是一座古建筑。